# Segland
Segland (Anas falcata eller Mareca falcata) er en østasiatisk andefugl.